# Scharfenstein (Zittauer Gebirge)
Der Scharfenstein ist ein etwa 25 Meter hoher Felsen im Zittauer Gebirge. Seine Spitze liegt auf 569 Meter. Wegen seiner markanten Form wird er auch „Lausitzer Matterhorn“ oder auch „Oberlausitzer Matterhorn“ genannt. Der Felsen ist mit Leitern und Treppen über die Südseite begehbar gemacht worden und ist einer der bekanntesten Aussichtsfelsen des Zittauer Gebirges.

## Lage und Umgebung
Der Scharfenstein befindet sich östlich des Kurortes Oybin auf dem Bergkamm zwischen der Brandhöhe im Süden und dem Töpfer im Norden, am Schnittpunkt mehrerer Wanderwege. Naheliegende Felsformationen sind die Felsengasse und Kleine Felsengasse. Am Fuße des Felsens befinden sich eine Tafel mit geologischen Informationen und ein Unterstand.

## Geologie
Der Felsturm des Scharfensteins ragt etwa 25 Meter aus der Umgebung heraus. Das Ost-West ausgerichtete Riff ist etwa 40 Meter breit. Zurückzuführen ist dies auf die Verkieselung des Sandsteins durch aufsteigende thermale Lösungen. Der weichere Quadersandstein in der Umgebung verwitterte schneller und legte so den „härteren“ Scharfenstein frei. Dem Scharfenstein ist im Süden ein weiterer kleinerer Felsturm, die Scharfensteinnadel vorgelagert. 

## Aussicht
Auf Grund seiner exponierten Lage hat man vom Gipfel einen ungestörten Rundblick über den Oybin, die Lausche, den Hochwald, den Jeschken in Tschechien und bei guter Sicht bis zum Riesengebirge.

## Geschichte
Durch seine herausragende Form wurde der Scharfenstein wahrscheinlich schon im Mittelalter als Beobachtungspunkt genutzt. Aus dieser Zeit stammen wahrscheinlich die ausgehauenen Stufen auf der Nordseite. Um 1900 erhielt der Scharfenstein seine erste Steiganlage. Auch zum Klettern wird der Scharfenstein seit Mitte der 1950er Jahre genutzt. In den 1970er Jahren wurde die Steiganlage erneuert und beim 1. Scharfensteinfest 1993 wurde ein Gipfelbuch für Touristen ausgelegt und eine neue Wetterfahne aufgestellt. An der Westspitze ist ein Buch und eine Abseilöse für die Kletterwege aus dem Tal angebracht.